# Странджа
Вижте пояснителната страница за други значения на Странджа.
Странджа е планина в Югоизточна България (Бургаска и Ямболска област) и Европейска Турция. Близо е до българското Черноморие. През годините е наричана Тратонзос, Салмидесос, Mons Asticus (Планината на астите), Хемимонт (в превод „Червена планина“) и Парория.

## Географска характеристика

### Географско положение, граници, големина
Странджа е разположена в източната част на историко-географската област Тракия. На север се простира до Бургаската низина, на североизток и изток до Черно море, на югозапад до Източнотракийската равнина. На северозапад се свързва с Бакаджиците (в района село Стефан Караджово) и Дервентските възвишения (в района на село Странджа). Дължината ѝ от северозапад на югоизток е около 125 km, а ширината ѝ достига до 65 km. Общата площ на планината е около 10 000 km², от които на българска територия са около 35%, а на турска – 65%.

### Релеф
Странджа е ниска планина. Релефът ѝ се характеризира с разлати ридове, ограничени от дълбоко всечени между тях речни долини. На наша територия се очертават два главни рида, ориентирани общо взето в посока запад – изток: Южен Граничен с най-висока точка на българска територия връх Градище (709,6 m) и северен Босна (връх Папия, 502 m), от който на север се отделят ниски и хълмисти ридове – Каратепе, Росен баир, Медни рид и Китка (Узунджа баир). Между двете била, по долината на река Велека е разположена историко-географската област Хасекията. Южно от с. Белеврен, отново на турската граница, се издига връх Арабаджи баир (709,6 m; 42.0604 сш; 27.1935 ид). На юг на турска територия е главното (основно) било на планината ориентирано от северозапад на югоизток. В него се намира най-високият връх на планината – Голяма Махиада или Махиада (Mahya Dağ, Махя даг), висок 1031 m в частта Карамустафа баир. На югоизток височината му постепенно намалява и завършва с връх Каратепе (484 m). По цялото било на планината от северозапад на югоизток преминава участък от главния вододел на Балканският полуостров между водосборните басейни на Черно и Егейско море.

### Геоложки строеж, полезни изкопаеми, геоморфоложки особености
Планината е заета от т.нар. Странджански антиклинорий, който в ядката си е представен от херцински гранитни интрузии и палеозойска и мезозойска мантия, в която участват сенонски седименти и вулканити и внедрени с ларамийска възраст сиенит-монцонити. Във връзка с геоложкия строеж на планината са и богатите находища на полезни изкопаеми, най-важните от които са медните находища в района на селата Граматиково, Росен и Зидарово.
Геоморфоложкото развитие на релефа през плиоцена е свързано с две епейрогенни издигания. Тези два планационни етапа се потвърждават от добре изразените две денудационни нива в планината с понтийска (на около 450 m н.в.) и левантийска (на 300 m н.в.) възраст. Ритмичните издигания през кватернера и деференцираната екзогенна дейност на реките са спомогнали за формирането на съвременната долинна мрежа и серията от речни тераси. Пълният спектър на тези тераси дава възможност да се разкрият цялостно етапите в полицикличното развитие на релефа през кватернера. Те са сравнително добре запазени върху устойчивия субстрат на андезитите и върху силно изпечените от бившото вулканично изригване сенонски варовици и мергели.
Северностранджански разлом (или Северностранджанска флексура) е тектонско нарушение с регионален характер в България. То е североизточната граница на Сакар-Странджанската тектонска зона.

### Климат и води
Климатът на Странджа е преходно-средиземноморски със силно черноморско влияние по североизточните ѝ склонове, което се потвърждава не само от високите средни януарски температури (от 2 до 3,2 °C), но и от значителните средногодишни валежни суми (от 500 до 1000 mm). Непосредствената близост до пътищата на средиземноморските циклони определя термичния и валежния режим, а добре изразеният зимен максимум на валежите потвърждава климатообразуващия ефект на Средиземно море.
Реките, водещи началото си от планината, се отличават с преобладаващо дъждовно подхранване (до 80%) и с незначително участие на снежното подхранване (до 20%). Максимумът на речния отток се проявява през февруари и е отражение на големите валежни количества през този период, на сравнително слабото изпарение и бързото разтапяне на снежната покривка. От друга страна минималният отток през септември е като последица от оскъдните валежи и значителното изпарение през този месец.
От планината водят началото си множество реки, принадлежащи към водосборните басейни на Черно и Егейско море: От най-югоизточната част на планината извира най-голямата странджанска река Ергене (ляв приток на Марица), в която отдясно се вливат множество реки, също извиращи от Странджа – Визадереси, Имралъдереси, Бургаздере, Еландере, Бабаескидереси, Куртдереси, Ченгерладереси (Тенедере) и др. Към Черноморския водосборен басейн се отнасят реките, течащи на изток и на север. Това са: Каландере, Напучдере, Буланъкдере и др. на турска територия и Резовска река, Велека (с притоците си Айдере и Младежка река), Китенска река (Караагач), Дяволска река, Ропотамо, Изворска река, Факийска река (с притоците си Даръдере и Белевренска река), Каракютючка река (приток на Средецка река) и др. на българска територия.

### Почви, флора и фауна
Преобладаващите почви в планината са канелени горски, а по средното поречие на река Велека са характерни жълтоземните подзолисти почви.
В Странджа се срещат уникални растителни видове като Странджанската зеленика. Горите са от южноевксински тип, формирани от източен горун, източен бук и благун с подлес от лавровидни храсти (странджанска зеленика и други) и субевксински гори от благун, цер и източен горун. Флората на планината е от 1665 вида, като има десетки реликтни и ендемични растения. Фауната на Странджа има 99 ендемични вида безгръбначни животни, а гръбначната ѝ фауна е най-богатата в българска защитена територия – 263 вида. Растенията, които растат в Странджа, са: бор, смърч, ела и др.
От 26 юни до 5 юли 1985 г. Биологическият факултет на Софийския университет провежда природонаучна експедиция за изследване фауната и флората в определени части от планината. Събрани са ценни сведения и материали за изучаване на египетския лешояд, бухала, гарвана, крехара, както и над 80 вида висши растени.
До 1980-те години орнитофауната на планината ‒ една от най-богатите в България, бе слабо изучена. В следващите години изключителен принос в опознаването на птичия свят и в опазването на странджанската природа има доц. Боян Милчев.
- Флора и фауна в Природен парк Странджа
- Странджанска зеленика (Rhododendron ponticum)
- Салеп пеперудоцветен (Anacamptis papilionacea)
- Синтенисова перуника (Iris sintenisii)
- Пепелянка (Vipera ammodytes)
- Водно конче от вида (Gomphus vulgatissimus)
- Жълт крабов паяк (Thomisus onustus)

## Селища
Странджа е най-слабо населената област в България – едва 10 души на квадратен километър. На българска територия в планината и по Черноморското крайбрежие са разположени 4 града: Малко Търново, Царево, Приморско и Ахтопол и няколко десетки предимно малки села, а на турска територия има 5 града: Малък Самоков (Демиркьой), Кофчаз, Лозенград (Къркларели), Бунархисар (Пънархисар) и Виза (Визе) и множество села.

## Природен парк „Странджа“
На територията на планината се намира Природен парк „Странджа“ (обявен за парк през 1995 година със 116 136,2 хектара той е най-голямата защитена територия в България). На територията на Парка попадат и резерватите: „Витаново“, „Силкосия“, „Средока“, „Тисовица“ и „Узунбуджак“.

## Други
На Странджа е наречена улица в София (Карта).

## Топографска карта
- Лист от карта K-35-55. Мащаб: 1 : 100 000.
- Лист от карта K-35-56. Мащаб: 1 : 100 000.
- Лист от карта K-35-66. Мащаб: 1 : 100 000.
- Лист от карта K-35-67. Мащаб: 1 : 100 000.
- Лист от карта K-35-68. Мащаб: 1 : 100 000.
- Лист от карта K-35-79. Мащаб: 1 : 100 000.
- Лист от карта K-35-80. Мащаб: 1 : 100 000.
- Лист от карта K-35-81. Мащаб: 1 : 100 000.
- Лист от карта K-35-92. Мащаб: 1 : 100 000.
- Лист от карта K-35-93. Мащаб: 1 : 100 000.

## Галерия
- Край Звездец
- Странджански дъб
- Типична къща в Странджа